# Eiichi Yamamoto
Pour les articles homonymes, voir Yamamoto.
Eiichi Yamamoto (山本 暎一, Yamamoto Eiichi), né le 22 novembre 1940 et mort le 7 septembre 2021, est un réalisateur et scénariste japonais.
Il a essentiellement travaillé au sein du studio Mushi Production avec Osamu Tezuka.

## Filmographie

### Comme réalisateur
- 1962 : Histoires du coin de la rue (Aru machikado no monogatari)
- 1964 : Tetsuwan Atom: Uchū no yūsha
- 1965 : Le Roi Léo (Janguru taitei) (série télévisée)
- 1966 : Jangaru taitei
- 1969 : Les Mille et Une Nuits (Senya Ichiya Monogatari)
- 1970 : Kureopatora
- 1973 : La Belladone de la tristesse (Kanashimi no Beradona)
- 1980 : Uchû senkan Yamato III (série télévisée)
- 1984 : Oshin (おしん?)
- 1986 : Ōdīn - Kōshi hobune stāraito

### Comme scénariste
- 1964 : Tetsuwan Atom: Uchū no yūsha
- 1965 : Le Roi Léo (Janguru taitei) (série télévisée)
- 1973 : La Belladone de la tristesse (Kanashimi no Beradona)
- 1977 : Uchû senkan Yamato
- 1986 : Ōdīn - Kōshi hobune stāraito
- 1991 : Jaianto robo: Animeshon (vidéo)